# Battles 2042-2066
 (avril 2017).
Si vous disposez d'ouvrages ou d'articles de référence ou si vous connaissez des sites web de qualité traitant du thème abordé ici, merci de compléter l'article en donnant les références utiles à sa vérifiabilité et en les liant à la section « Notes et références ».
 (avril 2017).
- Si vous ne connaissez pas le sujet, laissez ce bandeau (vous pouvez alors contacter les auteurs).
- Si vous supprimez le contenu mis en cause (vous pouvez préalablement contacter les auteurs),

argumentez précisément cette suppression dans la page de discussion
(un manque de référence n'est pas un argument ; une recherche réelle de référence doit avoir été effectuée, être formellement documentée).
Albums de General Dub
Les Guerres médiatiques 2066-2068
(2003)
Battles 2042-2066 est le premier album du collectif international General Dub, paru en octobre 2001 sur le label Expressillon, peu après les attentats du 11 septembre 2001.

## Présentation
À travers cet album, General Dub dépeint un terrible futur entre les années 2042 et 2066 et prévoit d'importants changements écologiques et géopolitiques, tels que la disparition du continent nord américain, une guerre froide à Taïwan et un nouveau découpage du monde.
Ce sont 24 années de violence, essentiellement politique, où 8 fédérations se livrent "bataille" : Les Royaumes du Nord, l'Union Méditerranéenne, la Couronne Britannique, les États-Unis d'Afrique, la Fédération Orientale, l'Union des Républiques Slaves et Musulmanes, l'Empire du Milieu et le Novo Supa Brazil.
L'album est construit comme une bande originale de film avec un son Dark Dub truffé d'électronique et d'effets créant une atmosphère tour à tour hypnotique et malsaine.
Véritable album-concept, l'ensemble de l'œuvre est parcourue par de nombreux samples vocaux tels des extraits de reportage, des discours politiques ou des sons SM.
Un important travail graphique est effectué autour de cet album. De nombreux articles de presse et autres documents sont disposés dans le livret pour expliquer notre histoire future. Aussi, une carte permet de visualiser le monde tel que l'ont imaginé les membres du groupe.

## Liste des titres
| 1.    | Close Encounters                               | Nitroben vs Pitt Calegari            | 4:56 |
| 2.    | Mer de chine                                   | Akbar vs Prof. Xuro                  | 5:14 |
| 3.    | Merci Graciasfidel                             | Graciasfidel vs Pitt Calegari        | 4:19 |
| 4.    | Drosera-T                                      | Salam Kapar vs September Face        | 3:44 |
| 5.    | Siberia / Réclame Novo Supa Brazil             | Akbar vs Kù Yin Dông                 | 5:22 |
| 6.    | Peur à Baiabylone / Intermède Empire du Milieu | DJ Tos vs Pitt Calegari              | 4:14 |
| 7.    | Anschluss                                      | Han Toy vs Kù Yin Dông               | 4:13 |
| 8.    | Discours                                       | September Face                       | 0:32 |
| 9.    | War and Peace                                  | Akbar vs September Face              | 3:48 |
| 10.   | Balkara-TK                                     | Akbar vs @Neron                      | 4:29 |
| 11.   | Zhuge Liang                                    | Kù Yin Dông vs Han Toy               | 4:29 |
| 12.   | Prophétie Pshycha-Église                       | The Priest                           | 0:54 |
| 13.   | Le Péril jaune                                 | Prof. Xuro vs Kù Yin Dông            | 5:22 |
| 14.   | Katsurezo - 01012065: Prophétie Shiwudao       | Wuli                                 | 1:01 |
| 15.   | Akbarova Armia                                 | DJ Tos vs Akbar                      | 2:53 |
| 16.   | Paranoid Mission Force                         | Kù Yin Dông vs DJ Tos                | 5:14 |
| 17.   | A-lligator 666                                 | Akbar vs DJ Tos                      | 5:02 |
| 18.   | Fréquence 66.6 Mhz: émission du février 2066   | Akbar, Parvati Kali, Priestine, Wuli | 1:05 |
| 66:51 |                                                |                                      |      |